# Elección municipal de San Miguel de 2021
La elección municipal de San Miguel de 2021 se llevará a cabo el día 28 de febrero de 2021, en esta elección se elegirá al próximo alcalde de San Miguel en El Salvador para el período de los años 2021-2024 y a su concejo municipal.

## Elecciones internas
Para definir los candidatos a alcalde, síndico y regidores, los partidos políticos participantes deberán realizar elecciones internas, de conformidad a la Ley de Partidos Políticos, siendo la última fecha para convocar a estas elecciones el día 29 de marzo de 2020. A diferencia de las elecciones legislativas, en las elecciones municipales no está permitida la participación de candidatos no partidarios.
Los partidos políticos que llamaron a la realización de elecciones internas antes del día 29 de marzo de 2020, y sus posibles candidatos son los siguientes:
| Partidos inscritos | Votantes | Fecha de elección   | Candidato electo                 |
| ------------------ | -------- | ------------------- | -------------------------------- |
| GANA               | –        | 19 de julio de 2020 | José Wilfredo Salgado García     |
| N                  | 5,134    | 19 de julio de 2020 | Cristian Herson Flores Sandoval  |
| NT                 | –        | 19 de julio de 2020 | Ludwing Alberto Campos Díaz      |
| PCN                | –        | 19 de julio de 2020 | Mercedes Margarita Lara de Gómez |
| ARENA              | 659      | 25 de julio de 2020 | María de los Ángeles Vigil Viera |
| FMLN               | 788      | 26 de julio de 2020 | Miguel Ángel Pereira Ayala       |
| PDC                | –        | 26 de julio de 2020 | Reyes Moisés Juárez González     |
| CD                 | –        | 28 de julio de 2020 | Geovany Euclides Flores Perla    |

### Gran Alianza por la Unidad Nacional
- José Wilfredo Salgado García, exalcalde de San Miguel.

| Precandidato           | Precandidato           | Precandidato           | Precandidato           | Votos | Porcentaje       |
| ---------------------- | ---------------------- | ---------------------- | ---------------------- | ----- | ---------------- |
| José Wilfredo Salgado  |                        | José Wilfredo Salgado  | José Wilfredo Salgado  | —     | \| \| 100.0 % \| |
| Total de votos válidos | Total de votos válidos | Total de votos válidos | Total de votos válidos |       | —                |
|                        | 100.0 %                |                        |                        |       |                  |

### Nuevas Ideas
- Cristian Herson Flores Sandoval.
- Reyes Moisés Juárez González.
- Arturo Castellón Salgado.
- Omar Pastor Gámez Chévez.

|  | 46.4 % |

|  | 32.5 % |

|  | 16.7 % |

|  | 4.2 % |

|  | 100.0 % |

### Nuestro Tiempo
- Ludwing Alberto Campos Díaz.

| Precandidato           | Precandidato           | Precandidato           | Precandidato           | Votos | Porcentaje       |
| ---------------------- | ---------------------- | ---------------------- | ---------------------- | ----- | ---------------- |
| Ludwing Alberto Campos |                        | Ludwing Alberto Campos | Ludwing Alberto Campos | —     | \| \| 100.0 % \| |
| Total de votos válidos | Total de votos válidos | Total de votos válidos | Total de votos válidos |       | —                |
|                        | 100.0 %                |                        |                        |       |                  |

### Partido de Concertación Nacional
- Mercedes Margarita Lara de Gómez.

| Precandidato            | Precandidato           | Precandidato            | Precandidato            | Votos | Porcentaje       |
| ----------------------- | ---------------------- | ----------------------- | ----------------------- | ----- | ---------------- |
| Mercedes Margarita Lara |                        | Mercedes Margarita Lara | Mercedes Margarita Lara | —     | \| \| 100.0 % \| |
| Total de votos válidos  | Total de votos válidos | Total de votos válidos  | Total de votos válidos  |       | —                |
|                         | 100.0 %                |                         |                         |       |                  |

### Frente Farabundo Martí para la Liberación Nacional
- Miguel Ángel Pereira Ayala, actual alcalde de San Miguel desde el año 2015.

|  | 100.0 % |

|  | 100.0 % |

### Alianza Republicana Nacionalista
- María de los Ángeles Vigil Viera.
- José Rolando Álvarez Castillo.

|  | 52.3 % |

|  | 47.6 % |

|  | 100.0 % |

### Partido Demócrata Cristiano
- Reyes Moisés Juárez González.

| Precandidato           | Precandidato           | Precandidato           | Precandidato           | Votos | Porcentaje       |
| ---------------------- | ---------------------- | ---------------------- | ---------------------- | ----- | ---------------- |
| Reyes Moisés Juárez    |                        | Reyes Moisés Juárez    | Reyes Moisés Juárez    | —     | \| \| 100.0 % \| |
| Total de votos válidos | Total de votos válidos | Total de votos válidos | Total de votos válidos |       | —                |
|                        | 100.0 %                |                        |                        |       |                  |

### Cambio Democrático
- Geovany Euclides Flores Perla.

| Precandidato            | Precandidato           | Precandidato            | Precandidato            | Votos | Porcentaje       |
| ----------------------- | ---------------------- | ----------------------- | ----------------------- | ----- | ---------------- |
| Geovany Euclides Flores |                        | Geovany Euclides Flores | Geovany Euclides Flores | —     | \| \| 100.0 % \| |
| Total de votos válidos  | Total de votos válidos | Total de votos válidos  | Total de votos válidos  |       | —                |
|                         | 100.0 %                |                         |                         |       |                  |

## Encuestas
La siguiente tabla se presentan los resultados de los sondeos que se realizarán por parte de encuestadoras reconocidas antes de las elecciones a nivel del municipio de San Miguel.

#### Período de campaña
| Encuestadora | Fecha | ARENA        | FMLN                | GANA |       | PDC   | CD | Nuestro Tiempo | Dif. |   |   |      |
| ------------ | ----- | ------------ | ------------------- | ---- | ----- | ----- | -- | -------------- | ---- | - | - | ---- |
| Encuestadora | Fecha | CIPSECA/PUCA | 28 Ene – 1 Feb 2021 | 3.0% | 39.2% | 50.1% | –  | –              | Dif. | – | – | 10.9 |

#### Período precampaña
| Encuestadora | Fecha | ARENA        | FMLN           | GANA |       | PDC   | CD | Nuestro Tiempo | Dif. |   |   |     |
| ------------ | ----- | ------------ | -------------- | ---- | ----- | ----- | -- | -------------- | ---- | - | - | --- |
| Encuestadora | Fecha | CIPSECA/PUCA | 18–23 Dic 2020 | 4.0% | 40.2% | 49.5% | –  | –              | Dif. | – | – | 9.3 |

## Resultados
A espera del 28 de febrero de 2021.